# Bloodflowerz
Bloodflowerz ist eine Dark-Rock-Band aus Schwäbisch Hall.

## Geschichte
Bloodflowerz wurden im Jahr 2001 in Schwäbisch Hall gegründet. Noch im selben Jahr wurde die Band von Achim Ostertag/Silverdust Records (u. a. End of Green, Psychopunch, Undertow) unter Vertrag genommen und veröffentlichte im April 2002 ihr erstes Album Diabolic Angel, produziert von Roger Grüninger. Sie spielten als Vorband von Bands wie Anathema, Subway to Sally, und In Extremo. 2003 erschien das zweite Album 7 Benedictions/7 Maledictions, produziert von Siggi Bemm im Woodhouse Studio in Hagen. Ende 2005 verließen die Gitarristen Markus und Siggi, sowie Bassist Joachim „Jojo“ Schulz die Band. 2006 wurde das dritte Album Dark Love Poems, produziert von Alex Krull im Mastersound Studio in Ludwigsburg, mit Jan Beckmann (Ex-Fatered) am Bass und Jogi Laser (Ex-Blue Season) an der Gitarre, veröffentlicht. Für den Song Damaged Promises drehte die Band mit Dominik Münch (Heretic Arts) und Michael Schneider (2DMedia) ein Video. Bloodflowerz spielten auf zahlreichen Shows und Festivals (M’era Luna, Summer Breeze, Wave-Gotik-Treffen…). Am 26. Dezember 2007 fand ihr Abschiedskonzert in Nürnberg statt.
Anfang 2015 öffnet die Band ein neues Kapitel in ihrer Bandgeschichte. Neben Sängerin Kirsten und Bassist Jojo sorgen Gitarrist Marco Klein (Opalessence), Gitarrist Roger Grüninger (Die Allergie, Real Dead Love) und Schlagzeuger Tino Calmbach (u. a. Eyes of Solace) für frisches Blut.

## Diskografie
| Veröffentlichung | Titel                                                        | Label              | Albumcover |
| ---------------- | ------------------------------------------------------------ | ------------------ | ---------- |
| 02.04.2002       | Diabolic Angel                                               | Silverdust Records |            |
| 26.05.2003       | 7 Benedictions / 7 Maledictions                              | Silverdust Records |            |
| 25.10.2004       | Inbetween Days / Sampler: Our Voices – A Tribute To The Cure | Equinoxe Rec.      |            |
| 23.06.2006       | Dark Love Poems                                              | Silverdust Records |            |

## Bandname
Der Bandname „Bloodflowerz“ ist inspiriert vom gleichnamigen The-Cure-Album Bloodflowers. Die Änderungen in der Schreibweise dienen der besseren Unterscheidung. Der Name steht für Gegensätze. Die Band schreibt den Namen auch unter Verwendung des internationalen phonetischen Alphabets als Bl[ʌ]dflowerz (wobei ʌ den Vokal wie z. B. im englischen but, nut oder eben auch blood bezeichnet, die eckigen Klammern dienen gemeinhin der Verdeutlichung einer phonetischen Schreibung).

## Stil
Die von Bloodflowerz gespielte Musik wird vergleichend „zwischen HIM, den Guano Apes und The Gathering“ im Rock und Metal der Schwarzen Szene verortet. Dabei verbindet die Gruppe Chartkompatible Melodien mit Aggression, Rebellionseinstellung und Dunkelheit. In dieser Vermengung wird häufig der Sammelbegriff Gothic Metal zur Kategorisierung der Gruppe bemüht, „[w]obei der Goth-Anteil sich eher auf das Aussehen der Bandmitglieder und deren Attitüde bezieht, musikalisch“ hingegen repräsentiere Bloodflowerz modernen und kraftvollen Alternative Metal. So wird die Musik auch weiter mit jener von Evanescence, Guano Apes und The Gathering verglichen. Der Gesang erinnere an Anneke van Giersbergen von The Gathering, derweil die Musik an den Crossover der Guano Apes gemahnt sei. Als weitere Vergleichsgrößen werden Interpreten des Dark Rock, Alternative Rock und Alternative Metal angeführt. So Lacuna Coil, To/Die/For, Lullacry, The Crest und On Thorns I Lay. Dabei erweise sich die Musik als weniger experimentell als jene von The Gathering und mehr popmusikalischen Strukturen zugewandt als Lacuna Coil.
Trotz solcher Einordnungen wird die Musik in Rezensionen als „Dark-Wave-Metal“, Gothic Rock oder Gothic Metal besprochen. Derartige Begriffsnutzungen sind dabei im Spektrum der schwarzen Szene als Oberbegriffe gebräuchlich, differieren jedoch von Bezeichnungen ausdifferenzierter Musikstile unter den gleichen Begrifflichkeiten. Als Gothic Rock wird so häufig die Gesamtheit der in der Szene rezipierten Rockmusik benannt, als Gothic Metal das Äquivalent im Spektrum des Metals.